# Château Duhart-Milon
Le château Duhart-Milon, est un domaine viticole situé à Pauillac en Gironde. Il produit du vin sous l'appellation pauillac, classé quatrième grand cru dans la classification officielle des vins de Bordeaux de 1855.

## Histoire du domaine

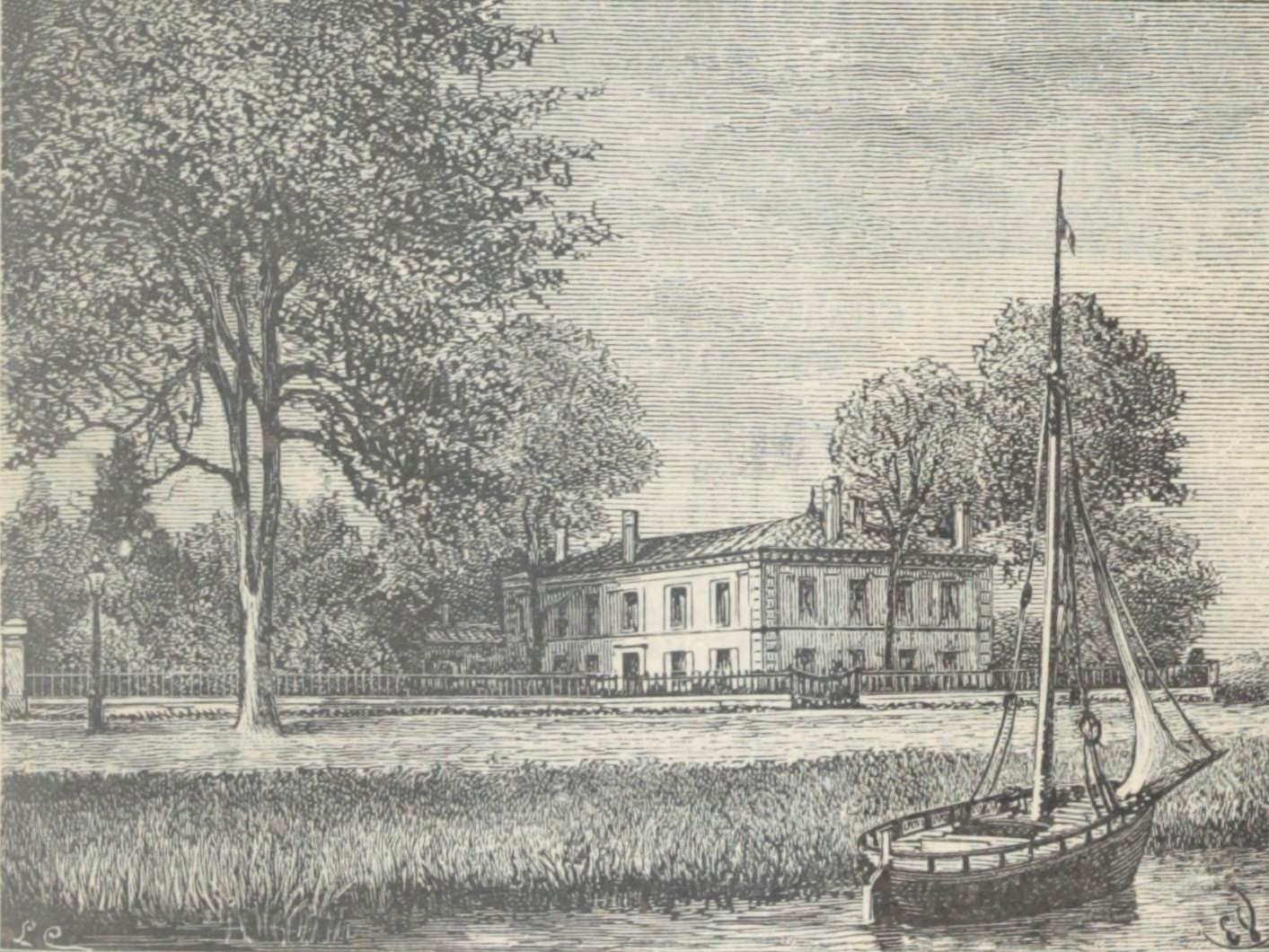
Illustration du Château Duhart-Milon en 1898.

Le nom actuel du domaine fait référence au coteau de Milon, ainsi qu'au sieur Duhart, un corsaire du règne de Louis XV qui avait une demeure à Pauillac construite vers 1750. Au XVIIIe siècle, le hameau de Milon, entouré de vignes, appartenait à la seigneurie de Lafite.
Sous la Première République, les vignes de Milon font partie du domaine du maire de Pauillac, Mathieu Mandavy, d'où le nom Mandavey-Milon. Son vin est mentionné parmi les crus par Labadie en 1776 et par Lawton en 1815. Dans les années 1830, le domaine Mandavy est partagé ; Pierre Castéja, futur maire de Bordeaux, rachète ce qui reste du domaine, y rajoutant les 14 ha de vignes de la veuve Duhart. Le vin du domaine prend le nom de Duhart-Milon à partir de 1868. Le domaine est finalement vendu par la famille Castéja en 1937.
Cinq propriétaires se succèdent ensuite, avec morcellement de la propriété. En 1962, il reste 17 hectares de vignes sur le domaine, racheté cette année-là par la société Domaines Barons de Rothschild (qui possède aussi Château Lafite Rothschild, Château Rieussec et Château L'Évangile (en)). Cette société reforme ensuite un vignoble par achats, échanges et replantations. Le cuvier et les chais sont construits dans l'agglomération de Pauillac ; ils ont été rénovés en 2003.

## Vignoble
Le sol est composé de graves mélangé à des sables éoliens, recouvrant un sous-sol calcaire.
Les 76 hectares de vignes sont plantés avec 67 % de cabernet sauvignon et 33 % de merlot.

## Vins
Le vin rouge portant la marque « Château Duhart-Milon » est un assemblage de 65 à 80 % de cabernet sauvignon avec 20 à 35 % de merlot. Il est élevé 14 mois en barriques (dont 50 % neuves renouvelées chaque année).
Deux seconds vins sont proposés en appellation pauillac : « Moulin de Duhart » et « Baron de Milon ».